# أرماندو إيفانجيليستا
أرماندو إيفانجيليستا (بالبرتغالية: Armando Evangelista Macedo Freitas) (3 نوفمبر 1973 بغيمارايش في البرتغال - ) هو مدرب كرة قدم ولاعب كرة قدم برتغالي في مركز الوسط. لعب مع موريرينسي ونافال ونادي إيسبينهو ونادي فافي ‏ وF.C. Lixa ‏ وG.D. Joane ‏.

## وصلات خارجية
- أرماندو إيفانجيليستا على موقع قاعدة بيانات كرة القدم.إي يو (الإنجليزية)
- أرماندو إيفانجيليستا على موقع Soccerway.com (الإنجليزية)
- أرماندو إيفانجيليستا على موقع عالم كرة القدم.نت (الإنجليزية)